# Nela Pocisková
Nela Pocisková é uma cantora eslovaca, que foi escolhida pelo seu país, a 8 de Março, para representar a Eslováquia no Festival Eurovisão da Canção 2009.